# Meritites II
Meritites II (fl. XXVI secolo a.C.) è stata una principessa egizia della IV dinastia.

## Biografia
Il suo nome significa Amata da Suo Padre. Fu molto probabilmente figlia del faraone Cheope (2589 a.C. - 2566 a.C.), poiché accanto al suo nome compare la dicitura Figlia del Re, del Suo Corpo; inoltre la posizione del suo sepolcro indica una relazione con Cheope. Sua madre fu, forse, la regina Meritites I, sorella (o sorellastra) e sposa di Cheope: è infatti menzionata nella tomba di Meritites II. Fu profetessa (sacerdotessa) del culto personale di suo padre Cheope, nonché delle dee Hathor e Neith, rispettivamente divinità dell'amore e della tessitura.
Andò in sposa ad Akhethotep, direttore del palazzo reale, funzionario di corte di sangue non reale. Akhethotep era investito, fra gli altri, dei titoli di Unico amico, Sacerdote del ba di Nekhen, Ispettore dei pescatori e uccellatori. La sua tomba presenta raffigurazioni di vari bambini. Un blocco di pietra originariamente situato nella collezione McGregor, ma ora a Lisbona, mostra due figlie. Una figlia è la futura regina Hetepheres II, mentre il nome della seconda è solo parzialmente conservato: Khufu[...]. Morì durante il regno del fratello (o fratellastro) Chefren.

## Sepoltura
Akhethotep e Meritites II furono sepolti a Giza nella mastaba G 7650. La mastaba è realizzata in pietra e la stanza delle offerte, al suo interno, è decorata. Le scene ritraggono Akhethotep, Meritites e alcuni servitori. In una, la principessa è accompagnata dalle due figlie. Un sarcofago in granito rosso, le cui pareti imitano la facciata del palazzo reale, è stato rinvenuto nel pozzo C della tomba.